# Москвино (Псковская область)
Москвино — деревня в Краснопрудской волости Псковского района Псковской области России.
Расположена в 1 км к востоку от волостного центра Кирово и в 41 км к югу от города Пскова.

## Население
| 2001 | 2002 | 2010 |
| ---- | ---- | ---- |
| 9    | ↘7   | ↗8   |

## История
До 31 декабря 2010 года деревня входила в состав ныне упразднённой Москвинской волости.